# 장급 저택
장급 저택 또는 장(莊)이란 조선 말기와 일제강점기, 대한민국 건국 초기에 거물급 정치인들이나 대학자들이 살던 저택 혹은 규모가 큰 개인 자택에 붙이던 존칭이었다. 산중 저택의 별칭인 산장 은 장이라는 저택명에서 유래하였다.
장급 저택으로는 이승만의 사저인 이화장, 돈암장, 마포장, 이시영의 사저 무교장, 김구의 경교장, 박헌영의 혜화장, 김규식의 삼청장, 윤보선의 안동장, 신익희의 낙산장 등 당대 거물 정치인의 집이 대표적인 사례였다. 장급 저택 혹은 장이라는 호칭은 1960년대 이후 정치인을 대감, 양반 개념으로 이해하는 등 이조 문화의 폐단이라는 이유로 쓰이지 않게 되었다.

## 장급 저택 목록
- 이화장 : 이승만
- 마포장 : 이승만
- 돈암장 : 이승만
- 무교장 : 이시영
- 경교장 또는 죽첨장 : 김구
- 삼청장 : 김규식
- 충무장 : 이범석
- 안동장 : 윤보선
- 전동장 : 윤치호
- 침산장 : 박중양
- 혜화장 : 박헌영
- 혜화장 : 장면
- 낙산장 : 신익희, 조성환

## 기타
해방 직후 박헌영이 살던 혜화동의 가옥도 혜화장이라 불렀고, 대한민국 건국 후 초대 주미대사, 제2대 국무총리, 4대 부통령을 지낸 장면의 혜화동 가옥도 혜화장이라 불렀다.

## 같이 보기
- 이화장
- 돈암장
- 경교장
- 삼청장
- 낙산장
- 안동장